# هاینان ۳۰۲۴
سیارک ۳۰۲۴ (به انگلیسی: 3024 Hainan، نامگذاری:1981UW9) سه هزار و بیست و چهارمین سیارک کشف شده‌است که در ۲۳ اکتبر ۱۹۸۱ کشف شد.
قدر مطلق سیارک برابر ۱۰٫۷۰ است.